# Anthodioctes quadrimaculatus
Anthodioctes quadrimaculatus är en biart som först beskrevs av Cockerell 1927.  Anthodioctes quadrimaculatus ingår i släktet Anthodioctes och familjen buksamlarbin. Inga underarter finns listade i Catalogue of Life.